# Roderick MacKenzie (homme politique)
Pour les articles homonymes, voir Roderick MacKenzie et MacKenzie.
Roderick MacKenzie (5 janvier 1868-29 avril 1957) est un homme politique canadien en Colombie-Britannique. Il est député provincial conservateur de Cariboo de 1928 à 1933.

## Biographie
Né dans la péninsule d'Applecross près de l'île de Skye en Écosse, MacKenzie sert comme soldat du régiment Highland lors de la guerre des Boers en 1899. Après un retour en Europe, il revient en Afrique du Sud pour travailler comme marchant à Rosebank (en), maintenant secteur de Johannesbourg. 
La famille MacKenzie émigre ensuite au Canada en 1908. Avec Jim Fraser, il ouvre la Mackenzie's Ltd. à Squamish en 1912. Un second établissement s'ouvre dans la nouvelle communauté de Williams Lake (en). Détruit par un incendie en 1921, le commerce est rapidement reconstruit. Le partenariat avec Fraser prend fin en 1924 lorsque ce dernier décide de partir sa propre entreprise.
L'avenue Railway de Williams Lake est renommée avenue MacKenzie afin de commémorer la présence du commerce de Roderick MacKenzie.
MacKenzie meurt à Vancouver à l'âge de 89 ans.

## Famille
La fille de Mackenzie, Anne, est un enseignante et conseillère en éducation à Williams Lake. Lors de l'incorporation de l'école locale dans le nouveau campus local de l'université Thompson-Rivers, la bibliothèque de l'établissement est nommée en son honneur. En 1982, elle reçoit un doctorat honorifique de l'université Simon Fraser pour son travail en éducation.